# جورج إل. إنغلز
جورج إل. إنغلز هو سياسي أمريكي، ولد في 7 يونيو 1914، وتوفي في 10 أبريل 2001 في بينغامتون في الولايات المتحدة. نشط حزبياً في الحزب الجمهوري. وقد انتخب عضو جمعية ولاية نيويورك ‏.